# グレタ・シュレーダー
- グレータ・シュレーダー

グレタ・シュレーダー（独: Greta Schröder、1892年6月27日 - 1980年6月8日）はドイツの女優である。『吸血鬼ノスフェラトゥ』（1922年）のヒロイン役として知られる。出演作のほとんどは1920年代。1930年代に入ると仕事は激減するが、それでも1950年代まで女優業を続けた。最初の夫エルンスト・マトレイ（1891年 - 1978年、俳優）と離婚後、俳優で映画監督のパウル・ヴェゲナー(地質学者アルフレート・ヴェゲナーの従兄)と再婚。一時、グレタ・ヴェゲナー（独: Greta Wegener）という名前も使った。ヴェゲナーとは彼が亡くなる1948年まで連れ添った。
オーストリア人作家Kay Wenigerによると、1980年に東ドイツで亡くなった。
1891年9月7日生まれで、1967年4月13日にウィーンで没したとする資料もある。

## フィルモグラフィ

### 出演
- Die Insel der Seligen (1913)
- Arme Violetta (1920)
- 巨人ゴーレム Der Golem, wie er in die Welt kam (1920)
- Die geschlossene Kette (1920)
- 影を失へる男 Der verlorene Schatten (1921)
- Zirkus des Lebens (1921)
- Marizza (1921)
- 吸血鬼ノスフェラトゥ Nosferatu (1921) - ヒロインのエレン・フッター役
- Es leuchtet meine Liebe (1922)
- Brüder (1923)
- Paganini (1923)
- ヴィクトリア女王 Victoria the Great (1937) - イギリス映画
- Sixty Glorious Years (1938) - イギリス映画
- Großstadtmelodie (1943)
- Wildvogel (1943)
- コルベルク Kolberg (1944)
- Maria Theresia (1951) - オーストリア映画
- Sterne über Colombo (1953) - 西ドイツ映画
- Pünktchen und Anton (1953) - 西ドイツ映画

### 脚本
- 1915: Zucker und Zimt
- 1916: Das Phantom der Oper - 『オペラ座の怪人』の映画化。グレタ・シュレーダー・マトレイ（独: Greta Schröder Mátray）名義

## 備考
『吸血鬼ノスフェラトゥ』の舞台裏をフィクションとして描いた『シャドウ・オブ・ヴァンパイア』（2000年）ではキャサリン・マコーマックがシュレーダーに扮している。有名女優のように描かれるが、実際はそうでなかった。